# Bernard Popp
Bernard Ferdinand Popp (ur. 6 grudnia 1917 w Nada w stanie Teksas, zm. 27 czerwca 2014 w San Antonio w stanie Teksas) – amerykański duchowny katolicki. 

## Życiorys
Święcenia kapłańskie otrzymał 24 lutego 1943. Pracował duszpastersko na terenie rodzinnej archidiecezji San Antonio. 
3 czerwca 1983 ogłoszona została jego nominacja na pomocniczego biskupa San Antonio. Otrzymał wówczas stolicę tytularną Capsus. Sakry udzielił mu ówczesny zwierzchnik archidiecezji Patrick Flores. Na emeryturę przeszedł 23 marca 1993 roku.